# Apodanthes pringlei
Apodanthes pringlei är en tvåhjärtbladig växtart som beskrevs av S. Wats. och Robinson. Apodanthes pringlei ingår i släktet Apodanthes och familjen Apodanthaceae. Inga underarter finns listade i Catalogue of Life.